# Caledonian Sleeper
Caledonian Sleeper er en nattogsforbindelse i England og Skotland, som drives af First ScotRail, og som følger West Coast Main Line. Den er én af kun to sådanne forbindelser, der stadig eksisterer på det britiske jernbanenet; den anden er Night Riviera. 
Den forbinder hver nat, med undtagelse af lørdag, London Euston med fem skotske destinationer — Aberdeen, Edinburgh, Fort William, Glasgow og Inverness, samt mellemliggende stationer. Forbindelsen til Fort William kaldes i folkemunde for The Deerstalker.
Togene kører under normale omstændigheder med hastigheder på op til 130 km/t, men er godkendte til at køre 160 km/t, på strækninger hvor denne hastighed er tilladt, hvis toget er forsinket i mere end 20 minutter.